# Serie A 2021 (baseball)
La Serie A 2021 è stata la 74ª edizione del massimo campionato italiano di baseball.
Il torneo è iniziato l'8 maggio 2021, mentre le finali scudetto hanno visto il loro inizio il 12 agosto.
La fusione tra Serie A1 e Serie A2, annunciata dalla FIBS nel gennaio 2021, ha fatto nascere di fatto una Serie A unica. Le squadre partecipanti dovevano essere in origine 33, ma sono diventate 32 con il ritiro del Bollate a tre giorni dall'inizio del suo girone.

## Formula
A seguito dell'unificazione tra Serie A1 e Serie A2, anche la formula del torneo viene rivoluzionata rispetto agli anni precedenti.
Nella prima fase, le 33 partecipanti vengono suddivise in sette gironi da quattro squadre e da un girone da cinque squadre (uno dei gironi da quattro è poi diventato un girone da tre, a seguito del ritiro del Bollate).
La prima classificata di ogni girone della prima fase accede alla Poule Scudetto (composta da due gironi da quattro squadre).
Le squadre non qualificate per la Poule Scudetto vengono invece inserite in cinque gironi di Poule Salvezza da cinque squadre ciascuno, il cui ultimo posto comporta la retrocessione.
Le due squadre vincitrici dei due gironi di Poule Scudetto si giocano lo scudetto nelle Italian Baseball Series.
Le restanti sei squadre della Poule Scudetto non qualificate per le Italian Baseball Series si affrontano in una serie incrociata: le tre vincenti accedono alla Final Four (il quarto posto è per la squadra perdente delle Italian Baseball Series) che mette in palio l'accesso alla European Champions Cup 2022.

## Squadre

### Prima fase
Girone A
- Campidonico Grizzlies Torino
- Milano 1946
- BC Settimo
- ParmaClima

Girone B
- Cagliari BC[3]
- Senago Baseball
- Ecotherm Brescia[4]
- Bollate BC

Girone C
- Modena Baseball
- Farma Crocetta
- Collecchio BC
- Fontana Ermes Sala Baganza
- Ciemme Oltretorrente

Girone D
- Metalco Dragons Castelfranco
- UnipolSai Bologna
- Tecnovap Verona
- Bolzano Baseball

Girone E
- Erba Vita New Rimini
- BSC Rovigo
- Hotsand Macerata Angels
- Athletics Bologna

Girone F
- Longbridge 2000 Bologna
- New Black Panthers Ronchi dei Legionari
- Cervignano Baseball
- Baseball & Softball Club Godo

Girone G
- San Marino Baseball
- Fiorentina Baseball
- Lancers Lastra a Signa
- BBC Grosseto

Girone H
- WiPlanet Montefiascone
- Nettuno BC 1945
- Academy of Nettuno
- Paternò Red Sox

## Risultati

### Prima fase
Girone A
| Prima giornata |                  |              |
| 22-23 maggio   |                  | 12-13 giugno |
| 3-1, 5-2       | Parma - Torino   | 16-5, 5-1    |
| 7-3, 1-4       | Settimo - Milano | 6-4, 4-15    |

| Seconda giornata |                  |              |
| 29-30 maggio     |                  | 19-20 giugno |
| 5-3, 5-2         | Torino - Settimo | 1-4, 12-5    |
| 0-19, 0-3        | Milano - Parma   | 1-12, 2-8    |

| Terza giornata |                 |              |
| 5 giugno       |                 | 26-27 giugno |
| 16-2, 10-0     | Parma - Settimo | 6-4, 13-0    |
| 13-2, canc.    | Torino - Milano | 13-4, 6-1    |

Classifica girone A
|    | Classifica girone A          | PG | PV | PP | PCT   | PD  |
| -- | ---------------------------- | -- | -- | -- | ----- | --- |
| 1. | ParmaClima                   | 12 | 12 | 0  | .1000 | 0.0 |
| 2. | Campidonico Grizzlies Torino | 11 | 6  | 5  | .545  | 5.5 |
| 3. | BC Settimo                   | 12 | 3  | 9  | .250  | 9.0 |
| 4. | Milano 1946                  | 11 | 2  | 9  | .182  | 9.5 |

Parma accede alla Poule Scudetto.
Girone B
| Prima giornata |                  |           |
| 23 maggio      |                  | 13 giugno |
| 0-2, 1-0       | Senago - Brescia | 7-4, 7-0  |
|                | Riposa: Cagliari |           |

| Seconda giornata |                   |            |
| 29-30 maggio     |                   | 20 giugno  |
| 9-4, 8-2         | Cagliari - Senago | 2-11, 14-3 |
|                  | Riposa: Brescia   |            |

| Terza giornata |                    |           |
| 6 giugno       |                    | 27 giugno |
| 9-1, 2-3       | Brescia - Cagliari | 5-6, 1-7  |
|                | Riposa: Senago     |           |

Classifica girone B
|    | Classifica girone B | PG | PV | PP | PCT  | PD  |
| -- | ------------------- | -- | -- | -- | ---- | --- |
| 1. | Cagliari BC         | 8  | 6  | 2  | .750 | 0.0 |
| 2. | Senago Baseball     | 8  | 4  | 4  | .500 | 2.0 |
| 3. | Ecotherm Brescia    | 8  | 2  | 6  | .250 | 4.0 |

Cagliari accede alla Poule Scudetto.
Girone C
| Prima giornata |                        |            |
| 8-9 maggio     |                        | 5 giugno   |
| 3-9, 3-2       | Crocetta - Collecchio  | 6-15, 9-16 |
| 1-5, 4-5       | Oltretorrente - Modena | 6-7, 3-4   |
|                | Riposa: Sala Baganza   |            |

| Quarta giornata |                          |              |
| 29-30 maggio    |                          | 19-20 giugno |
| 4-3, 2-3        | Modena - Sala Baganza    | 5-4, 6-3     |
| 9-2, 0-6        | Oltretorrente - Crocetta | 13-3, 8-5    |
|                 | Riposa: Collecchio       |              |

| Seconda giornata |                            |              |
| 15-16 maggio     |                            | 12-13 giugno |
| 15-1, 4-2        | Collecchio - Oltretorrente | 14-4, 11-3   |
| 2-5, 2-3         | Sala Baganza - Crocetta    | 2-6, 3-4     |
|                  | Riposa: Modena             |              |

| Quinta giornata |                              |              |
| 2 giugno        |                              | 26-27 giugno |
| 13-3, 11-6      | Sala Baganza - Oltretorrente | 1-11, 7-5    |
| 7-2, 10-3       | Collecchio - Modena          | 9-3, 8-0     |
|                 | Riposa: Crocetta             |              |

| Terza giornata |                           |              |
| 22-23 maggio   |                           | 16-23 giugno |
| 8-2, 2-3       | Crocetta - Modena         | 0-7, 11-3    |
| 16-15, 0-4     | Sala Baganza - Collecchio | 3-13, 1-11   |
|                | Riposa: Oltretorrente     |              |

Classifica girone C
|    | Classifica girone C        | PG | PV | PP | PCT  | PD   |
| -- | -------------------------- | -- | -- | -- | ---- | ---- |
| 1. | Collecchio BC              | 16 | 14 | 2  | .875 | 0.0  |
| 2. | Modena Baseball            | 16 | 9  | 7  | .563 | 5.0  |
| 3. | Farma Crocetta             | 16 | 8  | 8  | .500 | 6.0  |
| 4. | Fontana Ermes Sala Baganza | 16 | 5  | 11 | .313 | 9.0  |
| 5. | Ciemme Oltretorrente       | 16 | 4  | 12 | .250 | 10.0 |

Collecchio accede alla Poule Scudetto.
Girone D
| Prima giornata |                        |              |
| 22 maggio      |                        | 12-13 giugno |
| 6-5, 7-1       | Bolzano - Castelfranco | 14-2, 6-11   |
| 15-3, 9-1      | Bologna - Verona       | 18-0, 12-1   |

| Seconda giornata |                        |            |
| 29-30 maggio     |                        | 19 giugno  |
| 3-9, 0-12        | Bolzano - Verona       | 7-12, 1-5  |
| 2-17, 2-12       | Castelfranco - Bologna | 0-14, 0-22 |

| Terza giornata |                       |              |
| 5-6 giugno     |                       | 25-26 giugno |
| 15-0, 12-0     | Bologna - Bolzano     | 10-5, 11-0   |
| 5-4, 6-3       | Castelfranco - Verona | 12-7, 1-8    |

Classifica girone D
|    | Classifica girone D          | PG | PV | PP | PCT   | PD  |
| -- | ---------------------------- | -- | -- | -- | ----- | --- |
| 1. | UnipolSai Bologna            | 12 | 12 | 0  | .1000 | 0.0 |
| 2. | Tecnovap Verona              | 12 | 5  | 7  | .417  | 7.0 |
| 3. | Metalco Dragons Castelfranco | 12 | 4  | 8  | .333  | 8.0 |
| 4. | Bolzano Baseball             | 12 | 3  | 9  | .250  | 9.0 |

Bologna accede alla Poule Scudetto.
Girone E
| Prima giornata |                       |              |
| 23 maggio      |                       | 12-13 giugno |
| 4-2, 2-6       | Rovigo - Athletics BO | 3-1, 8-3     |
| 3-10, 2-5      | Rimini - Macerata     | 0-8, 0-6     |

| Seconda giornata |                       |           |
| 30 maggio        |                       | 20 giugno |
| 3-1, 1-12        | Athletics BO - Rimini | 3-6, 2-12 |
| 8-3, 7-3         | Macerata - Rovigo     | 5-0, 7-2  |

| Terza giornata |                         |              |
| 6 giugno       |                         | 26-27 giugno |
| 6-1, canc.     | Rovigo - Rimini         | 7-3, 3-6     |
| 0-3, 0-10      | Athletics BO - Macerata | 4-11, 2-6    |

Classifica girone E
|    | Classifica girone E     | PG | PV | PP | PCT   | PD   |
| -- | ----------------------- | -- | -- | -- | ----- | ---- |
| 1. | Hotsand Macerata Angels | 12 | 12 | 0  | .1000 | 0.0  |
| 2. | BSC Rovigo              | 11 | 5  | 6  | .455  | 6.5  |
| 3. | Erba Vita New Rimini    | 11 | 4  | 7  | .364  | 7.5  |
| 4. | Athletics Bologna       | 12 | 2  | 10 | .167  | 10.0 |

Macerata accede alla Poule Scudetto.
Girone F
| Prima giornata |                             |              |
| 22-23 maggio   |                             | 12-13 giugno |
| 4-2, 7-6       | Godo - Ronchi dei Legionari | 6-11, 4-0    |
| 3-5, 13-8      | Cervignano - Longbridge     | 4-5, 6-8     |

| Seconda giornata |                                   |              |
| 28-29 maggio     |                                   | 19-20 giugno |
| 2-3, 1-8         | Longbridge - Godo                 | 0-7, 0-5     |
| 8-1, 8-1         | Ronchi dei Legionari - Cervignano | 4-7, 15-1    |

| Terza giornata |                                   |           |
| 5 giugno       |                                   | 27 giugno |
| 10-4, 6-4      | Ronchi dei Legionari - Longbridge | 11-6, 5-3 |
| 12-2, 4-0      | Godo - Cervignano                 | 5-0, 1-0  |

Classifica girone F
|    | Classifica girone F                     | PG | PV | PP | PCT  | PD  |
| -- | --------------------------------------- | -- | -- | -- | ---- | --- |
| 1. | Baseball & Softball Club Godo           | 12 | 11 | 1  | .917 | 0.0 |
| 2. | New Black Panthers Ronchi dei Legionari | 12 | 8  | 4  | .667 | 3.0 |
| 3. | Longbridge 2000 Bologna                 | 12 | 3  | 9  | .250 | 8.0 |
| 4. | Cervignano Baseball                     | 12 | 2  | 10 | .167 | 9.0 |

Godo accede alla Poule Scudetto.
Girone G
| Prima giornata |                           |              |
| 22 maggio      |                           | 12-13 giugno |
| 10-4, 13-1     | Grosseto - Lastra a Signa | 8-0, 18-0    |
| 19-0, 8-0      | San Marino - Fiorentina   | 12-2, 8-0    |

| Seconda giornata |                             |            |
| 29-30 maggio     |                             | 19 giugno  |
| 3-11, 2-1        | Fiorentina - Grosseto       | 3-13, 3-13 |
| 3-10, 0-18       | Lastra a Signa - San Marino | 0-14, 1-17 |

| Terza giornata |                             |              |
| 5 giugno       |                             | 26-27 giugno |
| 0-10, 5-4      | Fiorentina - Lastra a Signa | 4-5, 5-13    |
| 12-1, 13-1     | San Marino - Grosseto       | 19-2, 12-0   |

Classifica girone G
|    | Classifica girone G    | PG | PV | PP | PCT   | PD   |
| -- | ---------------------- | -- | -- | -- | ----- | ---- |
| 1. | San Marino Baseball    | 12 | 12 | 0  | .1000 | 0.0  |
| 2. | BBC Grosseto           | 12 | 7  | 5  | .583  | 5.0  |
| 3. | Lancers Lastra a Signa | 12 | 3  | 9  | .250  | 9.0  |
| 4. | Fiorentina Baseball    | 12 | 2  | 10 | .167  | 10.0 |

San Marino accede alla Poule Scudetto.
Girone H
| Prima giornata |                                   |              |
| 21-23 maggio   |                                   | 11-13 giugno |
| 12-2, 12-0     | Nettuno 1945 - Academy of Nettuno | 10-3, 4-0    |
| 13-3, 3-0      | Paternò - Montefiascone           | 7-0, 3-0     |

| Seconda giornata |                              |           |
| 29-30 maggio     |                              | 19 giugno |
| 4-5, 3-6         | Academy of Nettuno - Paternò | 10-9, 2-3 |
| 1-7, 1-19        | Montefiascone - Nettuno 1945 | 2-12, 0-6 |

| Terza giornata |                                    |              |
| 5-6 giugno     |                                    | 26-27 giugno |
| 17-0, 10-0     | Nettuno 1945 - Paternò             | 14-8, 9-8    |
| 5-0, 1-4       | Montefiascone - Academy of Nettuno | 7-4, 3-5     |

Classifica girone H
|    | Classifica girone H    | PG | PV | PP | PCT   | PD   |
| -- | ---------------------- | -- | -- | -- | ----- | ---- |
| 1. | Nettuno BC 1945        | 12 | 12 | 0  | .1000 | 0.0  |
| 2. | Paternò Red Sox        | 12 | 7  | 5  | .583  | 5.0  |
| 3. | Academy of Nettuno     | 12 | 3  | 9  | .250  | 9.0  |
| 4. | WiPlanet Montefiascone | 12 | 2  | 10 | .167  | 10.0 |

Nettuno BC 1945 accede alla Poule Scudetto.

### Seconda fase

#### Poule Salvezza
Girone A
- BC Settimo
- Campidonico Grizzlies Torino
- Ecotherm Brescia
- Farma Crocetta
- Milano 1946
- Senago Baseball

Girone B
- BSC Rovigo
- Bolzano Baseball
- Cervignano Baseball
- Metalco Dragons Castelfranco
- New Black Panthers Ronchi dei Legionari
- Tecnovap Verona

Girone C
- Athletics Bologna
- Ciemme Oltretorrente
- Erba Vita New Rimini
- Fontana Ermes Sala Baganza
- Lancers Lastra a Signa
- Modena Baseball

Girone D
- Academy of Nettuno
- BBC Grosseto
- Fiorentina Baseball
- Longbridge 2000 Bologna
- Paternò Red Sox
- WiPlanet Montefiascone

Girone A
| Prima giornata |                   |            |
| 3-4 luglio     |                   | 7-8 agosto |
| 2-6, 2-4       | Torino - Senago   | 4-1, 2-1   |
| 2-10, canc.    | Milano - Crocetta | 2-12, 4-8  |
| 3-1, 0-1       | Brescia - Settimo | 11-5, 1-11 |

| Quarta giornata |                   |              |
| 24-25 luglio    |                   | 28-29 agosto |
| 1-7, 5-8        | Torino - Crocetta | 5-1, 11-5    |
| 0-7, 6-0        | Settimo - Senago  | 3-7, 0-1     |
| 6-5, 2-3        | Brescia - Milano  | 3-4, 6-0     |

| Seconda giornata |                    |              |
| 10-11 luglio     |                    | 14-15 agosto |
| 5-3, 4-3         | Crocetta - Brescia | 12-1, 2-1    |
| 11-10, 1-0       | Senago - Milano    | 7-4, 2-1     |
| 3-8, 0-4         | Settimo - Torino   | 7-8, 0-7     |

| Quinta giornata     |                    |               |
| 31 luglio-1º agosto |                    | 4-5 settembre |
| 11-1, 8-0           | Crocetta - Settimo | 13-11, 0-1    |
| 8-1, canc.          | Torino - Milano    | 15-7, 4-3     |
| canc., canc.        | Senago - Brescia   | 1-3, 0-1      |

| Terza giornata |                   |              |
| 17-18 luglio   |                   | 21-22 agosto |
| 9-6, 0-4       | Torino - Brescia  | 11-1, 10-0   |
| 6-14, 0-2      | Milano - Settimo  | 0-5, 2-3     |
| 0-10, 3-2      | Senago - Crocetta | 3-8, 1-3     |

Classifica girone A
|    | Classifica girone A          | PG | PV | PP | PCT  | PD   |
| -- | ---------------------------- | -- | -- | -- | ---- | ---- |
| 1. | Farma Crocetta               | 19 | 15 | 4  | .775 | 0.0  |
| 2. | Campidonico Grizzlies Torino | 19 | 14 | 5  | .737 | 1.0  |
| 3. | Senago Baseball              | 18 | 10 | 8  | .553 | 4.5  |
| 4. | BC Settimo                   | 20 | 8  | 12 | .400 | 7.5  |
| 5. | Ecotherm Brescia             | 18 | 7  | 11 | .395 | 7.5  |
| 6. | Milano 1946                  | 18 | 2  | 16 | .132 | 12.5 |

Milano retrocede in Serie B.
Girone B
| Prima giornata |                               |            |
| 3-4 luglio     |                               | 7-8 agosto |
| 0-8, 12-2      | Bolzano - Cervignano          | 8-3, 0-6   |
| 0-6, 10-1      | Verona - Ronchi dei Legionari | 4-8, 5-11  |
| 5-8, 6-4       | Castelfranco - Rovigo         | 1-11, 13-9 |

| Quarta giornata |                                |              |
| 24-25 luglio    |                                | 28-29 agosto |
| 2-1, 16-17      | Bolzano - Ronchi dei Legionari | 1-2, 5-6     |
| 6-8, 0-11       | Rovigo - Verona                | 6-4, 1-7     |
| 1-4, 10-0       | Cervignano - Castelfranco      | 8-11, 11-0   |

| Seconda giornata |                                     |              |
| 10-11 luglio     |                                     | 14-15 agosto |
| 7-5, 0-8         | Bolzano - Verona                    | 10-7, 1-3    |
| 4-3, 5-9         | Rovigo - Cervignano                 | 7-3, 9-2     |
| 1-7, 10-1        | Castelfranco - Ronchi dei Legionari | 9-10, 7-10   |

| Quinta giornata     |                                   |               |
| 31 luglio-1º agosto |                                   | 4-5 settembre |
| 9-15, 7-6           | Ronchi dei Legionari - Cervignano | 2-3, 1-13     |
| 3-12, 2-1           | Castelfranco - Verona             | 6-0, 0-4      |
| 3-13, 14-4          | Rovigo - Bolzano                  | 4-2, 1-11     |

| Terza giornata |                               |              |
| 17-18 luglio   |                               | 21-22 agosto |
| 3-8, 7-9       | Ronchi dei Legionari - Rovigo | 7-2, 4-5     |
| 10-5, 8-9      | Castelfranco - Bolzano        | 4-2, 4-5     |
| 7-2, 5-3       | Cervignano - Verona           | 9-6, 1-4     |

Classifica girone B
|    | Classifica girone B                     | PG | PV | PP | PCT  | PD  |
| -- | --------------------------------------- | -- | -- | -- | ---- | --- |
| 1. | BSC Rovigo                              | 20 | 11 | 9  | .550 | 0.0 |
| 2. | Cervignano Baseball                     | 20 | 11 | 9  | .550 | 0.0 |
| 3. | New Black Panthers Ronchi dei Legionari | 20 | 11 | 9  | .550 | 0.0 |
| 4. | Tecnovap Verona                         | 20 | 9  | 11 | .450 | 2.0 |
| 5. | Metalco Dragons Castelfranco            | 20 | 9  | 11 | .450 | 2.0 |
| 6. | Bolzano Baseball                        | 20 | 9  | 11 | .450 | 2.0 |

Vista la parità tra Verona, Castelfranco e Bolzano sia nel record complessivo (9-11) che negli scontri diretti, i piazzamenti sono stati decretati dal Team Quality Balance (TQB) negli scontri diretti, ovvero la differenza tra punti segnati diviso riprese offensive giocate e punti subiti diviso riprese difensive giocate. Bolzano retrocede in Serie B.
Girone C
| Prima giornata |                               |            |
| 3-4 luglio     |                               | 7-8 agosto |
| 0-11, 8-11     | Sala Baganza - Modena         | 19-6, 1-3  |
| 6-3, 0-2       | Athletics BO - Lastra a Signa | 18-5, 5-2  |
| 5-4, 6-1       | Oltretorrente - Rimini        | 3-8, 7-6   |

| Quarta giornata |                              |              |
| 24-25 luglio    |                              | 28-29 agosto |
| 2-3, 3-4        | Rimini - Athletics BO        | 1-0, 1-8     |
| 10-8, 5-1       | Modena - Lastra a Signa      | 7-10, 7-3    |
| 3-2, 0-2        | Sala Baganza - Oltretorrente | 1-11, 5-6    |

| Seconda giornata |                                |              |
| 10-11 luglio     |                                | 14-15 agosto |
| 8-11, 5-2        | Rimini - Sala Baganza          | 5-3, 7-5     |
| 11-2, 4-0        | Modena - Athletics BO          | 1-11, 7-0    |
| 8-4, 0-2         | Lastra a Signa - Oltretorrente | 8-14, 0-3    |

| Quinta giornata     |                               |               |
| 31 luglio-1º agosto |                               | 4-5 settembre |
| 0-10, 1-11          | Rimini - Modena               | 5-4, 5-10     |
| 7-8, 2-3            | Oltretorrente - Athletics BO  | 3-5, 5-8      |
| 0-10, 1-2           | Lastra a Signa - Sala Baganza | 4-14, 7-8     |

| Terza giornata |                             |              |
| 17-18 luglio   |                             | 21-22 agosto |
| 2-14, 2-3      | Oltretorrente - Modena      | 0-8, 3-4     |
| 7-1, 2-1       | Athletics BO - Sala Baganza | 1-4, 0-1     |
| 3-9, 6-5       | Lastra a Signa - Rimini     | 6-10, 4-5    |

Classifica girone C
|    | Classifica girone C        | PG | PV | PP | PCT  | PD   |
| -- | -------------------------- | -- | -- | -- | ---- | ---- |
| 1. | Modena Baseball            | 20 | 16 | 4  | .800 | 0.0  |
| 2. | Athletics Bologna          | 20 | 13 | 7  | .650 | 3.0  |
| 3. | Ciemme Oltretorrente       | 20 | 9  | 11 | .450 | 7.0  |
| 4. | Erba Vita New Rimini       | 20 | 9  | 11 | .450 | 7.0  |
| 5. | Fontana Ermes Sala Baganza | 20 | 9  | 11 | .450 | 7.0  |
| 6. | Lancers Lastra a Signa     | 20 | 4  | 16 | .200 | 12.0 |

Lastra a Signa retrocede in Serie B.
Girone D
| Prima giornata |                                    |            |
| 3-4 luglio     |                                    | 7-8 agosto |
| 5-1, 5-6       | Grosseto - Paternò                 | 5-10, 2-6  |
| 0-11, 4-12     | Fiorentina - Longbridge            | 3-13, 2-20 |
| 4-3, 1-10      | Montefiascone - Academy of Nettuno | 3-13, 5-8  |

| Quarta giornata |                                 |              |
| 24-25 luglio    |                                 | 28-29 agosto |
| 8-2, 2-12       | Montefiascone - Paternò         | canc., canc. |
| 0-12, 5-0       | Fiorentina - Grosseto           | 6-10, 0-10   |
| 18-10, 12-4     | Longbridge - Academy of Nettuno | 5-7, 10-8    |

| Seconda giornata |                               |              |
| 10-11 luglio     |                               | 14-15 agosto |
| 16-7, 10-1       | Paternò - Fiorentina          | 4-5, 2-0     |
| 4-1, 0-10        | Longbridge - Montefiascone    | canc., canc. |
| 0-11, 3-6        | Academy of Nettuno - Grosseto | 9-5, 6-7     |

| Quinta giornata     |                                 |               |
| 31 luglio-1º agosto |                                 | 4-5 settembre |
| 12-1, 5-4           | Grosseto - Montefiascone        | canc., canc.  |
| 11-9, 3-2           | Paternò - Longbridge            | 13-7, 0-5     |
| 3-1, 2-1            | Academy of Nettuno - Fiorentina | 11-1, 5-1     |

| Terza giornata |                              |              |
| 17-18 luglio   |                              | 21-22 agosto |
| 7-5, 2-1       | Grosseto - Longbridge        | 0-5, 3-2     |
| 5-14, 0-3      | Academy of Nettuno - Paternò | 14-13, 3-9   |
| 15-9, 4-2      | Montefiascone - Fiorentina   | 11-10, 2-9   |

Classifica girone D
|    | Classifica girone D     | PG | PV | PP | PCT  | PD   |
| -- | ----------------------- | -- | -- | -- | ---- | ---- |
| 1. | Paternò Red Sox         | 18 | 13 | 5  | .722 | 0.0  |
| 2. | BBC Grosseto            | 18 | 12 | 6  | .667 | 1.0  |
| 3. | Longbridge 2000 Bologna | 18 | 10 | 8  | .556 | 3.0  |
| 4. | Academy of Nettuno      | 20 | 10 | 10 | .500 | 4.0  |
| 5. | WiPlanet Montefiascone  | 14 | 6  | 8  | .429 | 5.0  |
| 6. | Fiorentina Baseball     | 20 | 3  | 17 | .150 | 11.0 |

Firenze retrocede in Serie B.

#### Poule Scudetto
Girone A
- Cagliari BC
- Collecchio BC
- ParmaClima
- UnipolSai Bologna

Girone B
- Baseball & Softball Club Godo
- Hotsand Macerata Angels
- Nettuno BC 1945
- San Marino Baseball

Girone A
| Prima giornata |                      |              |
| 2-3 luglio     |                      | 23-24 luglio |
| 1-4, 2-10      | Collecchio - Bologna | 1-10, 5-14   |
| 3-13, 0-2      | Cagliari - Parma     | 6-12, 4-14   |

| Seconda giornata |                       |              |
| 8-9-10 luglio    |                       | 30-31 luglio |
| 12-4, 10-2       | Bologna - Parma       | 18-1, 8-1    |
| 16-9, 3-2        | Collecchio - Cagliari | 9-1, 11-1    |

| Terza giornata |                    |             |
| 3 agosto       |                    | 6-7 agosto  |
| 3-14, 2-19     | Cagliari - Bologna | 0-21, 2-6   |
| 7-10, 11-5     | Parma - Collecchio | 15-2, canc. |

Classifica girone A
|    | Classifica girone A | PG | PV | PP | PCT   | PD   |
| -- | ------------------- | -- | -- | -- | ----- | ---- |
| 1. | UnipolSai Bologna   | 12 | 12 | 0  | .1000 | 0.0  |
| 2. | ParmaClima          | 11 | 6  | 5  | .542  | 5.5  |
| 3. | Collecchio BC       | 11 | 5  | 6  | .458  | 6.5  |
| 4. | Cagliari BC         | 12 | 0  | 12 | .000  | 12.0 |

Bologna accede alle Italian Baseball Series.
Girone B
| Prima giornata |                         |              |
| 2-3 luglio     |                         | 23-24 luglio |
| 11-3, 3-0      | San Marino - Godo       | 0-4, 11-0    |
| 11-2, 11-1     | Nettuno 1945 - Macerata | 4-5, 6-0     |

| Seconda giornata |                       |              |
| 10 luglio        |                       | 30-31 luglio |
| 1-10, 3-5        | Godo - Nettuno 1945   | 3-9, 6-3     |
| 7-3, 8-0         | San Marino - Macerata | 5-2, 14-2    |

| Terza giornata |                           |            |
| 16-17 luglio   |                           | 6-7 agosto |
| 7-9, 2-3       | Nettuno 1945 - San Marino | 2-12, 2-12 |
| 10-4, 1-2      | Macerata - Godo           | 12-2, 4-2  |

Classifica girone B
|    | Classifica girone B           | PG | PV | PP | PCT  | PD  |
| -- | ----------------------------- | -- | -- | -- | ---- | --- |
| 1. | San Marino Baseball           | 12 | 11 | 1  | .917 | 0.0 |
| 2. | Nettuno BC 1945               | 12 | 6  | 6  | .500 | 5.0 |
| 3. | Hotsand Macerata Angels       | 12 | 4  | 8  | .333 | 7.0 |
| 4. | Baseball & Softball Club Godo | 12 | 3  | 9  | .250 | 8.0 |

San Marino accede alle Italian Baseball Series.

### Italian Baseball Series
San Marino si porta subito avanti nella serie, vincendo gara 1 sul diamante bolognese con il risultato di 6-4: a decidere la sfida è un fuoricampo da due punti di Federico Celli al dodicesimo inning.

Bologna impatta la serie in gara 2 sul campo dei titani, dilagando già nel primo inning con 6 punti segnati.

In gara 3 San Marino espugna nuovamente lo stadio Gianni Falchi, sorpassando i felsinei durante un terzo inning in cui arrivano quattro punti, salvo poi rimanere al comando fino alla fine del match.

La formazione del manager Doriano Bindi chiude i conti tra le mura amiche in gara 4, vincendo 12-3 e laureandosi così campione d'Italia per la quinta volta.

#### Risultati

##### Gara 1
| Bologna 12 agosto 2021, ore 20:30 Gara 1 | UnipolSai Bologna | 4 – 6 referto                                                                        | San Marino Baseball | Stadio Gianni Falchi |
| \| \| \| \| \| \| Doppi \| Ferrini, Celli, Angulo \| \| \| Fuoricampo \| N. Garbella al 3º da 1 punto, Sechopoulos all'8º da 1 punto, Celli al 12º da 2 punti \| |                   |                                                                                      |                     |                      |
| |                   |                                                                                      |                     |                      |
| | Doppi             | Ferrini, Celli, Angulo                                                               |                     |                      |
| | Fuoricampo        | N. Garbella al 3º da 1 punto, Sechopoulos all'8º da 1 punto, Celli al 12º da 2 punti |                     |                      |

##### Gara 2
| Serravalle 13 agosto 2021, ore 20:30 Gara 2 | San Marino Baseball | 7 – 17 referto             | UnipolSai Bologna | Stadio di Serravalle |
| \| \| \| \| \| Albanese \| Doppi \| Martini, Loardi, Bertossi \| \| \| Tripli \| Liberatore, Bertossi \| \| Reginato al 4º da 1 punto \| Fuoricampo \| van Gurp all'8º da 1 punto \| |                     |                            |                   |                      |
| |                     |                            |                   |                      |
| Albanese | Doppi               | Martini, Loardi, Bertossi  |                   |                      |
| | Tripli              | Liberatore, Bertossi       |                   |                      |
| Reginato al 4º da 1 punto | Fuoricampo          | van Gurp all'8º da 1 punto |                   |                      |

##### Gara 3
| Bologna 17 agosto 2021, ore 20:30 Gara 3                                  | UnipolSai Bologna | 3 – 5 referto   | San Marino Baseball | Stadio Gianni Falchi |
| \| \| \| \| \| Tromp, van Gurp, Liberatore \| Doppi \| Angulo, Epifano \| |                   |                 |                     |                      |
|                                                                           |                   |                 |                     |                      |
| Tromp, van Gurp, Liberatore                                               | Doppi             | Angulo, Epifano |                     |                      |

##### Gara 4
| Serravalle 18 agosto 2021, ore 20:30 Gara 4 | San Marino Baseball | 12 – 3 referto              | UnipolSai Bologna | Stadio di Serravalle |
| \| \| \| \| \| Epifano \| Doppi \| Marval, Agretti, Liberatore \| \| Reginato \| Tripli \| \| \| Ferrini al 3º da 1 punto, Angulo all'8º da 1 punto \| Fuoricampo \| Tromp al 6º da 3 punti \| |                     |                             |                   |                      |
| |                     |                             |                   |                      |
| Epifano | Doppi               | Marval, Agretti, Liberatore |                   |                      |
| Reginato | Tripli              |                             |                   |                      |
| Ferrini al 3º da 1 punto, Angulo all'8º da 1 punto | Fuoricampo          | Tromp al 6º da 3 punti      |                   |                      |

San Marino campione d'Italia. Si qualifica inoltre all'European Champions Cup 2022.

### Qualificazioni all'European Champions Cup 2022

#### Qualificazioni preliminari
|  | Preliminare                   |                               |                               |   |   |  |
|  |                               |                               |                               |   |   |  |
|  | ParmaClima                    | ParmaClima                    | ParmaClima                    | 6 | 7 |  |
|  | Baseball & Softball Club Godo | Baseball & Softball Club Godo | Baseball & Softball Club Godo | 5 | 6 |  |

|  | Preliminare             |                         |   |   |    |  |
|  |                         |                         |   |   |    |  |
|  | Hotsand Macerata Angels | Hotsand Macerata Angels | 3 | 4 | 10 |  |
|  | Collecchio BC           | Collecchio BC           | 1 | 6 | 0  |  |

|  | Preliminare     |                 |                 |    |    |  |
|  |                 |                 |                 |    |    |  |
|  | Nettuno BC 1945 | Nettuno BC 1945 | Nettuno BC 1945 | 18 | 18 |  |
|  | Cagliari BC     | Cagliari BC     | Cagliari BC     | 0  | 1  |  |

Parma, Macerata e Nettuno 1945 accedono, insieme a Bologna, alle Final Four di qualificazione all'European Champions Cup 2022.

#### Final Four di qualificazione
|  | Semifinali              | Semifinali              | Semifinali        |                   |            | Finale     | Finale | Finale |  |
|  |                         |                         |                   |                   |            |            |        |        |  |
|  | ParmaClima              | ParmaClima              | 9                 |                   |            |            |        |        |  |
|  | ParmaClima              | ParmaClima              | 9                 |                   |            |            |        |        |  |
|  | Nettuno BC 1945         | Nettuno BC 1945         | 2                 |                   |            |            |        |        |  |
|  | Nettuno BC 1945         | Nettuno BC 1945         | 2                 |                   | ParmaClima | ParmaClima | 4      |        |  |
|  |                         |                         |                   |                   | ParmaClima | ParmaClima | 4      |        |  |
|  |                         |                         | UnipolSai Bologna | UnipolSai Bologna | 3          |            |        |        |  |
|  | UnipolSai Bologna       | UnipolSai Bologna       | UnipolSai Bologna | UnipolSai Bologna | 3          | 10         |        |        |  |
|  | UnipolSai Bologna       | UnipolSai Bologna       |                   |                   |            |            |        |        |  |
|  | Hotsand Macerata Angels | Hotsand Macerata Angels | 7                 |                   |            |            |        |        |  |

Parma si qualifica all'European Champions Cup 2022.